# Кауги
Кауги (Хахнаоя) — река в России, протекает по Калевальскому и Кемскому районам Карелии.
Протекает через озеро Хахналампи как Хахнаоя, через озеро Шювякауги, ниже которого называется Кауги, через озеро Маталакауги. На высоте 100,3 м над уровнем моря впадает в озеро Юрика, через которое протекает Шомба. Длина реки составляет 11 км.

## Данные водного реестра
По данным государственного водного реестра России относится к Баренцево-Беломорскому бассейновому округу, водохозяйственный участок реки — Кемь от Кривопорожского гидроузла и до устья. Речной бассейн реки — бассейны рек Кольского полуострова и Карелии, впадает в Белое море.
Код объекта в государственном водном реестре — 02020001012102000004634.